# Dev Patel

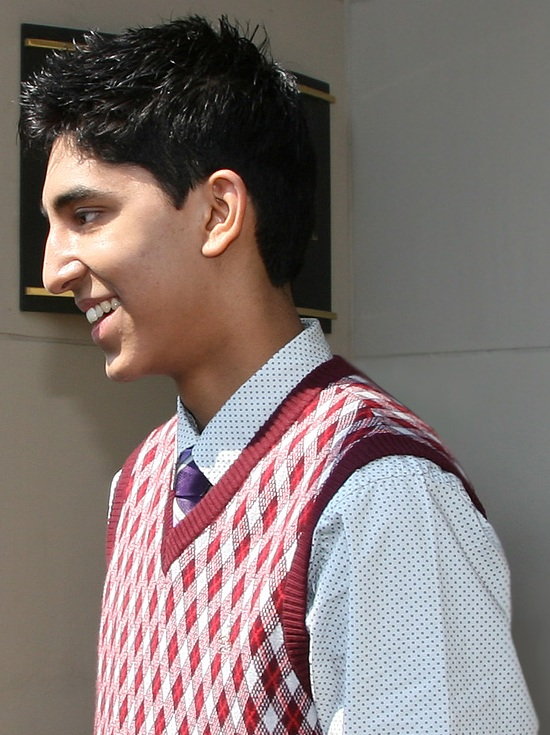
Dev Patel podczas Międzynarodowego Festiwalu Filmowego w Toronto w 2008

Dev Patel (ur. 23 kwietnia 1990 w Londynie) – brytyjski aktor filmowy i telewizyjny.
Jako aktor jest znany z ról Anwara Kharrala w serialu dla młodzieży Skins i Jamala Malika w filmie Slumdog. Milioner z ulicy. Za działalność aktorską zdobył liczne nagrody, wliczając w to Critics’ Choice Award. Został nominowany do nagrody BAFTA za najlepszego aktora w pierwszoplanowej roli.
Czynnie uprawia wschodnie sztuki walki, posiada czarny pas w taekwondo.

## Życiorys
Urodził się w Brencie w rodzinie hinduskich emigrantów wywodzących się z Gudźaratu, którzy urodzili się w Nairobi. Jego matka Anita Patel jest opiekunką, a ojciec Raj Patel pracuje jako informatyczny doradca. Uczył się w Longfield Primary School w Bronie, a później w Whitmore High School.
W 2000 zaczął trenować taekwondo w Rayners Lane Academy. Rywalizował regularnie w zawodach krajowych i na turniejach międzynarodowych. W 2004 osiągnął swój największy sukces, zdobywając w Dublinie brązowy medal mistrzostw świata AIMAA w kategorii juniorów.
W 2006 rozpoczął karierę aktorską od udziału w przesłuchaniach telewizji E 4 do serialu dla nastolatków Skins, w którym ostatecznie zagrał, wcielając się w Anwara Kharrala, muzułmanina o pakistańskich korzeniach. W sierpniu 2007 startował w castingu do roli Jamala Malika w filmie Slumdog. Milioner z ulicy. Po zmaganiach dostał tę rolę. Za swoją grę aktorską uzyskał sporo nagród i wiele nominacji.

## Nagrody

### Wygrane
- 2008: Black Reel Award – "Najlepszy aktor" – Slumdog. Milioner z ulicy
- 2008: Black Reel Award – "Najlepsze przełomowe wystąpienie" – Slumdog. Milioner z ulicy
- 2008: British Independent Film Award (BIFA) – "Najbardziej obiecujący aktor" – Slumdog. Milioner z ulicy
- 2008: Chicago Film Critics Association (CFCA) Award – "Najbardziej obiecujący aktor" – Slumdog. Milioner z ulicy
- 2008: National Board of Review (NBR) Award – "Najlepsze przełomowe wystąpienie" – Slumdog. Milioner z ulicy
- 2008: Phoenix Film Critics Society Award – "Najlepszy przed kamerą" – Slumdog. Milioner z ulicy
- 2008: Washington D.C. Area Film Critics Association (WAFCA) Award – "Najlepsze przełomowe wystąpienie" – Slumdog. Milioner z ulicy
- 2009: Critics’ Choice Award – "Najlepszy aktor" – Slumdog. Milioner z ulicy
- 2009: Richard Attenborough Film Award – "Najlepszy aktor" – Slumdog. Milioner z ulicy
- 2009: Richard Attenborough Film Award – "Rosnąca gwiazda roku" – Slumdog. Milioner z ulicy

### Nominacje
- 2008: Black Reel Award – "Najlepszy Zespół" – Slumdog. Milioner z ulicy
- 2008: Detroit Film Critics Society Award – "Najlepsza nowa twarz" – Slumdog. Milioner z ulicy
- 2009: BAFTA – "Najlepszy aktor pierwszoplanowy" – Slumdog. Milioner z ulicy
- 2009: Evening Standard British Film Award – "Najbardziej obiecujący aktor" – Slumdog. Milioner z ulicy
- 2009: London Critics’ Circle Film Award – "Brytyjski aktor roku" – Slumdog. Milioner z ulicy
- 2009: London Critics’ Circle Film Award – "Młody brytyjski aktor roku" – Slumdog. Milioner z ulicy
- 2009: NAACP Image Award – "Wybitny Drugoplanowy Aktor w filmie" – Slumdog. Milioner z ulicy
- 2009: Screen Actors Guild (SAG) Award – "Najlepszy aktor drugoplanowy" – Slumdog. Milioner z ulicy
- 2017: Academy Awards - "Najlepszy aktor drugoplanowy" - Lion. Droga do domu.

## Filmografia
- 2020: The Green Knight jako Gawain
- 2019: The Personal History of David Copperfield jako David Copperfield
- 2019: Nowoczesna miłość(serial) jako Joshua
- 2018: Hotel Mumbaj jako Arjun
- 2018: Gość weselny jako Jay
- 2016: Lion. Droga do domu jako Saroo Brierley
- 2015: The Man Who Knew Infinity jako Srinivasa Ramanujan
- 2015: Drugi Hotel Marigold jako Sonny
- 2015: Chappie jako Deon Wilson
- 2012: Hotel Marigold jako Sonny
- 2012: Newsroom jako Neal Sampat
- 2010: Ostatni władca wiatru jako Zuko
- 2008: Slumdog. Milioner z ulicy jako Jamal Malik
- 2007–2008: Skins jako Anwar Kharral